# Santa Croce del Bleggio
Santa Croce del Bleggio, o semplicemente Santa Croce, è un centro abitato delle Giudicarie Esteriori, diviso a metà tra i comuni di Bleggio Superiore, di cui è sede comunale, e Comano Terme. 
Il nome ufficiale Santa Croce è recente perché fino al 1672 era chiamato Spiazzo. In origine il nome era Pieve dal latino plebsSpiazzo o Pieve, o tutti e due? cioè popolo e in dialetto trentino Pièf. Il cambio del nome è dovuto all'importanza attribuita alla croce conservata nella chiesa pievana e considerata un tempo miracolosa.

## Storia

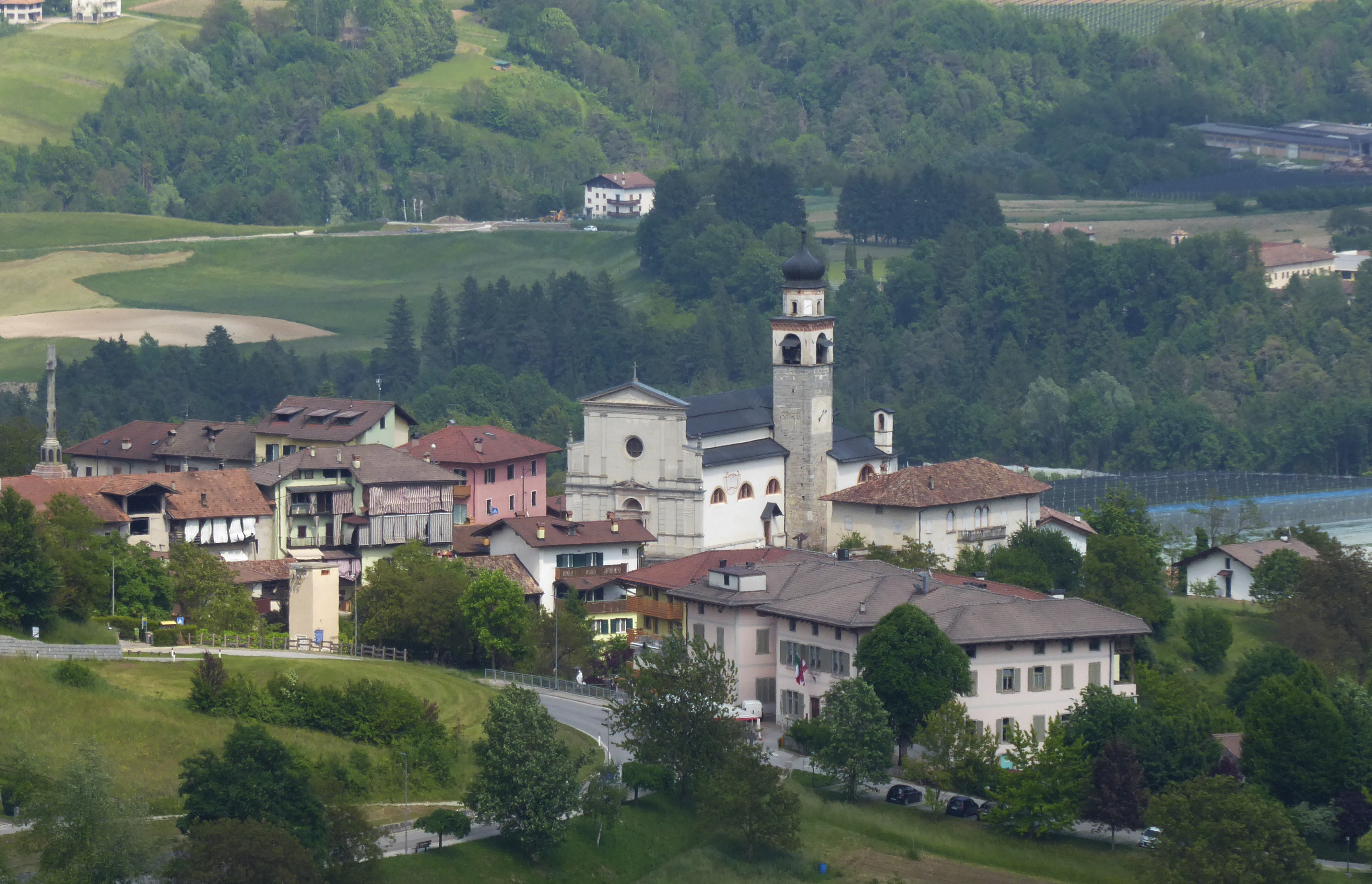
Il paese visto dalla frazione di Cavaione

Il paese è di origine settecentesca quando a sud del piazzale della chiesa pievana con a lato il cimitero, la canonica e poche case si allinearono altri edifici a semicerchio ed in formazione sparsa. Era considerata la Pieve del Bleggio ad indicare l'organizzazione religiosa e politica che comprendeva la popolazione di tutto il territorio del Bleggio Superiore e Bleggio Inferiore. Era il centro della vita cittadina dove si riuniva il popolo per discutere i propri affari o per festeggiare le solennità. L'importanza rivestita dal paese è legata alla croce taumaturgica qui custodita. Secondo la tradizione infatti, originariamente la croce venne costruita con due tronchi di larice da un pastore ed eretta sul vicino monte San Martino.
L'11 maggio 1624, in seguito ai numerosi miracoli che si ritenne da essa operati fu portata con una celebrazione solenne nella Pieve del Bleggio grazie all'iniziativa di don Adamo Farina. Nel 1703 la comunità della Pieve minacciata dalle truppe francesi chiese protezione alla croce portandola in processione di nuovo sul monte San Martino. Questa pratica di trasporto in seguito a pericoli e calamità naturali nel suo luogo d'origine si è poi diffusa fino ai giorni nostri.
Oggi nel parco antistante la chiesa s'innalza il monumento in pietra dedicato alla Santa Croce eretto tra il 1854 e 1863. Il progetto è dell'architetto Wolfango Pietro Parolari. Fu benedetta il 14 settembre 1863. La croce taumaturgica originale è custodita nella cappella all'interno della chiesa circondata da quadretti votivi raffiguranti le grazie operate dalla croce stessa.

## Luoghi di interesse
- Pieve di Santa Croce
- Monumento alla Croce

## Eventi

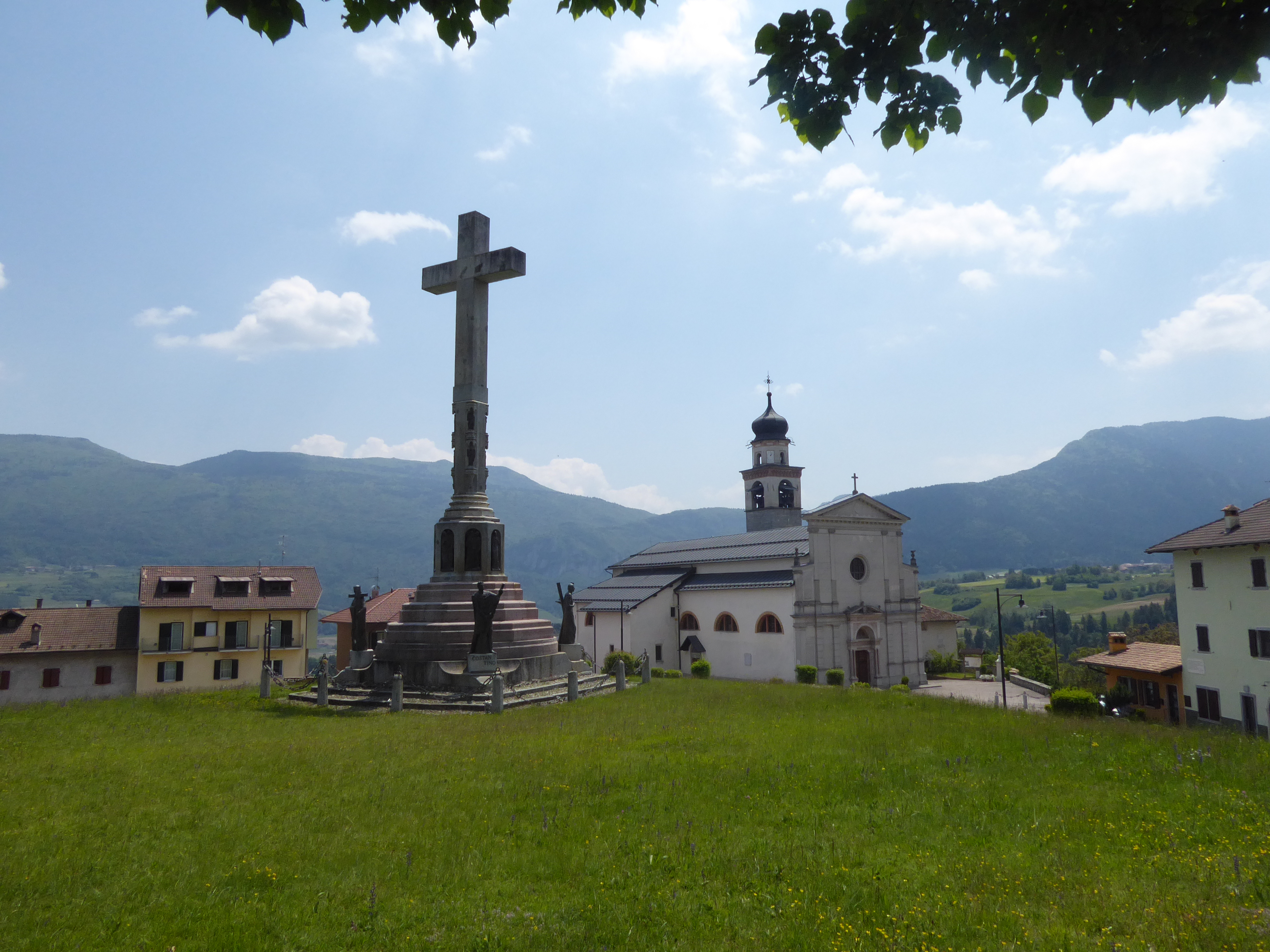
Scorcio con la croce monumentale e la chiesa dei Santi Dionisio, Rustico ed Eleuterio

L'evento più importante di Santa Croce è la festa patronale di san Luigi Gonzaga che si tiene il 21 giugno ma che viene festeggiato solitamente la prima settimana di luglio e la celebrazione della Santa Croce che si tiene il 14 settembre di ogni anno. Durante la festa di san Luigi la statua del santo viene portata in processione per le vie del paese e durante l'intera giornata vengono organizzati giochi e tornei sportivi per grandi e piccoli.
Durante la celebrazione dell'esaltazione della Santa Croce gli abitanti si riuniscono in preghiera per venerare la croce, simbolo di protezione dal dolore e dalle calamità naturali. Nel 1895 in seguito ad una grande carestia si portò la croce in processione fino al monte San Martino. Seguirono altre processioni negli anni successivi in cui i fedeli esprimevano la loro devozione alla croce. L'ultima si è tenuta nell'anno 2000, anno del Giubileo.

## Economia

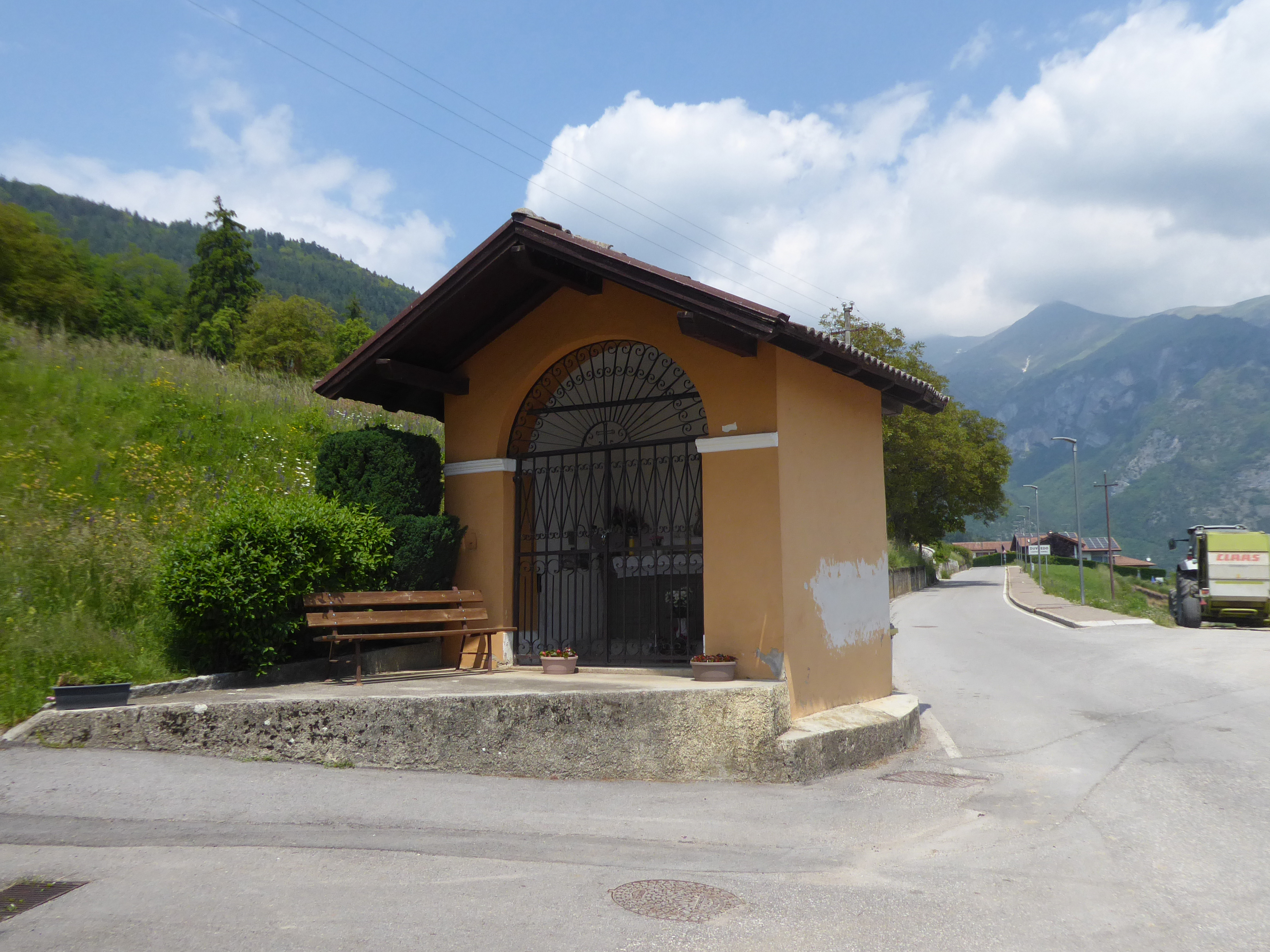
Capitello votivo dedicato alla Madonna delle nevi lungo la strada per Duvredo

Tra il 1500 ed il 1600 aumenta la popolazione anche nei paesi delle valli Giudicarie portando ad un aumento anche delle coltivazioni agricole. Si realizzano opere di bonifica e vengono sistemati terreni in pendii e montagne. Si diffonde anche l'allevamento di vitelli, agnelli capretti che vengono portati nelle malghe al pascolo.
Diffuso era anche l'allevamento dei maiali come l'apicoltura e la presenza di mulini per macinare il grano. Caratteristica fu a partire dal 1500 la coltivazione delle noci che ancora oggi rappresentano un prodotto tipico dell'intera zona del Bleggio.
Particolarmente importante fu la nascita a Santa Croce di un consorzio agrario distrettuale nel 1883. Primo presidente fu il sacerdote Luigi Bellotti. Tale ente, in particolare sotto l'azione di don Lorenzo Guetti, in qualità di presidente del consorzio, fu promotore di numerose migliorie agricole e fu il centro di sperimentazione e divulgazione del modello cooperativo. Nel 1890 a Villa di Bleggio, nel circondario di Santa Croce, nascerà infatti la prima cooperativa di smercio e consumo. Il consorzio agrario di Santa Croce fu anche promotore della fondazione dell'ospitale ricovero attualmente esistente.
Oggi l'economia è in prevalenza agricola caratterizzata dalla coltivazione di mele, noci, uva, patate e mais e si sta diffondendo anche la coltura dei piccoli frutti (lamponi, ciliegie e fragole).